# Вороняки
Вороняки́ — низькогірне пасмо на північному заході Подільської височини, частина Гологоро-Кременецького кряжу, в межах Львівської і Тернопільської та (частково) Рівненської областей.
Основна частина пасма розташована в центральній частині Золочівського району. Простягається від верхів'я річки Золочівки (притока Західного Бугу) до річок Ікви та Слонівки (притоки Стиру) майже на 70 км, ширина 8—30 км. На північному заході обривається високим уступом (перепад висот 50—250 м) до Малого Полісся.
Найвища вершина — гора Високий Камінь (440 м). Поверхня Вороняків горбисто-пасмова, розчленована долинами річок і балок. Складається з мергелів, крейди, вапняків та інших порід. Переважають місцевості крутосхилих пагорбів з ясно-сірими та сірими лісовими ґрунтами під буковими і грабово-буковими лісами, а також пологосхилими темно-сірими та сірими лісовими та чорноземними ґрунтами під дубово-грабовими лісами і сільгоспугіддями. Північна межа Вороняків збігається з північною межею поширення бука, північніше бук трапляється тільки острівцями. У заплавах річок — луки та болота.
Південно-західною частиною Вороняків проходить Головний європейський вододіл.

## Пам'ятки природи, заповідні урочища
У межах Вороняків розташовано чимало цікавих об'єктів і пам'яток природи:
- джерело-початок Західного Бугу (село Верхобуж)
- Ліс в околицях Верхобужа (на схід від Верхобужа)
- Італійський парк (село Підгірці)
- гори Жулицька, Сторожиха, Висока (село Жуличі)
- Свята Гора (село Черемошня)
- Підлиська гора або гора Маркіяна Шашкевича (село Підлисся)
- озера Голубі Вікна (на південний схід від села Ясенова)
- пам'ятка природи «Триніг» (на південний схід від села Переліски)
- гора Жбир (село Ясенів) з меморіалом, присвяченим українцям, які загинули в роки війни, перебуваючи в складі дивізії «Галичина»
- заказник Макітра (біля села Гаї-Дітковецькі) — осередок рідкісної степової рослинності волинського типу на північній частині її поширення.

## Гіпотеза про походження назви Вороняки
Колись у Західній Україні проживали давні булгари, предки сучасних чувашів, і залишили в Західній Україні після себе назви багатьох населених пунктів, таких як, наприклад, Гавареччина, Жукотин, Верин, Хирів, Кимир, Кукезів, Куткір, Якторів та багато інших. Назва гірського пасма Вороняки також може мати булгарське походження і перекладатися як «гладке, рівне місце» відповідно до чув. вырӑн — «місце» та чув. яка — «гладкий». Така розшифровка назви добре пасує для цієї місцевості і семантично близька до назви Гологори.
Оронім постав способом трансонімізації ойконіма Вороняки в Золочів, похідного від родової назви першопоселенців на прізвище Вороняк.

## Вершини
- Високий Камінь (440 м)
- Гуке (437 м)
- Збараж (412 м)
- Менич (405 м)
- Жбир (391,4 м)
- Свята Гора (388 м)
- Влоска Гора (386 м)
- Біла (383 м)
- Городисько (377 м)
- Біла Гора (372 м)
- Макітра (343,6 м)